# Distretto di La Punta
Il distretto di La Punta è un distretto del Perù che appartiene geograficamente e politicamente alla provincia costituzionale di Callao. È ubicato a ovest della capitale peruviana. Fondato il 6 ottobre 1915, il suo capoluogo è La Punta. Si estende su una superficie di 0,75 km² e conta, al 2005, 7 246 abitanti (inei2005) di cui il 57% sono donne e il 43% uomini

## Distretti confinanti
Confina a est con il distretto di Callao; a nord, a sud e a ovest con l'oceano Pacifico.

## Amministrazione
Sindaco (alcalde) (2011-2014): Pío Salazar Villarán

## Festività
- Maggio: festività della Croce